# 馬克斯·艾布拉姆森
阿爾伯特·「馬克斯」·艾布拉姆森（英語：Albert "Max" Abramson；1976年4月29日—），是美國的政治人物，2014年至2016年及2018年至今的新罕布什尔州众议院羅京安縣第二十選區（漢普頓瀑布、西布魯克）代表議員。他在2016年以自由意志黨黨籍參選新罕布什爾州州長而知名；2020年時也曾競逐2020年美國總統選舉自由意志黨的提名，但於2020年3月3日退出；之後他亦尋求退伍軍人黨和改革黨的總統提名，但最終失敗。

## 備註
1. ↑  當艾布拉姆森競逐自由意志黨總統提名時，他並未在大會上正式註冊為黨員[1]。

## 外部連結
- 官方网站
- 競選網站 （页面存档备份，存于）